# Marco D’Altrui
Marco D'Altrui (Nápoles, 25 de abril de 1964 - ) fue un jugador internacional de waterpolo de Italia.

## Biografía
Participó en 711 ocasiones en partidos de liga de la serie A italiana. Hijo del también jugador internacion de waterpolo Giuseppe D'Altrui.
En 2010 entró a formar parte de la lista de honor del International Swimming Hall of Fame.

## Clubs
- Pro Recco ( Italia)
- Pescara ( Italia)

## Palmarés
Como jugador de club
- 2 Copas de Europa
- 5 Ligas de Italia de waterpolo
- 5 Copas de Italia de waterpolo

Como jugador de la selección de Italia
- Oro en los juegos olímpicos de Roma 1992
- Oro en el Campeonato del Mundo de Roma en 1994
- Oro en el Campeonato de Europa de Shefield en 1993
- Oro en la Copa FINA en 1993